# Massimo Dutti
Massimo Dutti («Ма́ссимо Ду́тти») — компания по производству одежды в составе испанской группы Inditex. Изначально с момента основания в 1985 году ориентировалась на производство мужской одежды. Штаб-квартира компании находится в Тордере, провинция Барселона.
В 1991 году Inditex выкупила 65 % акций компании, а впоследствии — полный пакет. С этого времени палитра продукции была расширена женской и детской одеждой, а также парфюмерной продукцией. В настоящее время в 45 странах работает свыше 500 магазинов Massimo Dutti. В штате компании работает около 4000 сотрудников, из них 2800 — в Испании.
Духи и ароматы под брендом Massimo Dutti выпускаются на рынок в сотрудничестве с испанской компанией Puig.